# Marracuene (distrito)
O distrito de Marracuene está situado na província de Maputo, em Moçambique. A sua sede é a vila de Marracuene.
Tem limite, a norte com o distrito de Manhiça, a oeste com o distrito de Moamba e com o município da Matola, a sul com o município de Maputo (ou província de Maputo Cidade) e a leste com o Oceano Índico.
O distrito de Marracuene tem uma superfície de 666  km² e uma população recenseada em 2007 de 157 642 habitantes, tendo como resultado uma densidade populacional de 127,6 habitantes/km² e correspondendo a um substancial aumento de 85,5% em relação aos 84 975 habitantes registados no censo de 1997.

## Divisão Administrativa
O distrito está dividido em dois postos administrativos (Machubo e Marracuene), compostos pelas seguintes localidades:
- Posto Administrativo de Machubo:
  - Macandza
  - Thaula
- Posto Administrativo de Marracuene:
  - Vila de Marracuene
  - Marracuene
  - Michafutene
  - Nhomgonhama